# طوني إليوت (ناشر)
طوني إليوت (بالإنجليزية: Tony Elliott)‏ هو ناشر بريطاني، ولد في 7 يناير 1947.